# Ri Jong-nam
Ri Jong-nam est un footballeur nord-coréen devenu entraîneur. Il dirige notamment la sélection nord-coréenne entre 2001 et 2002.

## Biographie

### Carrière de joueur
Ri jong-nam participe à la campagne éliminatoire pour la phase finale de la Coupe du monde 1982 en Espagne. Il réussit à inscrire deux buts (un contre Macao et un contre Hong Kong).

### Carrière d'entraîneur
En 2001, Ri est choisi par les membres de la fédération afin de prendre en main l'équipe nationale. Il succède à Myong Dong-chan, qui est resté quelques mois seulement sur le banc.
Son mandat s'arrête en 2002 à l'issue de la King's Cup, remportée par les Nord-Coréens. Il est remplacé l'année suivante par Yun Jong-su.

## Palmarès
- Vainqueur de la King's Cup 2002 avec la Corée du Nord